# 壬生郵便局
壬生郵便局（みぶゆうびんきょく）
- 栃木県下都賀郡壬生町にある郵便局。本記事にて記述する。
- 広島県山県郡北広島町にある郵便局。局番号は51141。

壬生郵便局（みぶゆうびんきょく）は栃木県下都賀郡壬生町にある郵便局。民営化前の分類では集配普通郵便局であった。

## 概要
住所：〒321-0299 栃木県下都賀郡壬生町落合1-1-8

## 沿革
- 1872年8月4日（明治5年7月1日） - 壬生郵便取扱所として開設[1]。
- 1875年（明治8年）1月1日 - 壬生郵便局（五等）となる。
- 1883年（明治16年）5月16日 - 為替・貯金取扱を開始。
- 1901年（明治34年）11月1日 - 壬生郵便電信局となる。
- 1903年（明治36年）4月1日 - 通信官署官制の施行に伴い壬生郵便局となる。
- 1968年（昭和43年）6月18日 - 電話交換および和文電報配達業務を、栃木壬生電報電話局に移管[2]。
- 1976年（昭和51年）4月1日 - 特定郵便局から普通郵便局に局種別改定。
- 1986年（昭和61年）3月 - 局舎新築。
- 2000年（平成12年）8月14日 - 外国通貨の両替および旅行小切手の売買に関する業務取扱を開始。
- 2007年（平成19年）10月1日 - 民営化に伴い、併設された郵便事業壬生支店に一部業務を移管。
- 2012年（平成24年）10月1日 - 日本郵便株式会社発足に伴い、郵便事業壬生支店を壬生郵便局に統合。

## 取扱内容
- 郵便、印紙、ゆうパック、内容証明
- 貯金、為替、振替、振込、国際送金、国債、投資信託
- 生命保険、バイク自賠責保険、自動車保険
- ゆうちょ銀行ATM
- 「321-02xx」区域（下都賀郡壬生町の全域）の集配業務
- ゆうゆう窓口

## 周辺
- 道の駅みぶ
  - みぶハイウェーパーク
  - とちぎわんぱく公園
  - 壬生町総合公園
    - 壬生町おもちゃ博物館
- 北関東自動車道 壬生パーキングエリア
- 壬生町立壬生東小学校

## アクセス
- 東武宇都宮線 国谷駅から西へ約300m（徒歩約4分）
- 北関東自動車道 壬生ICから南へ約1.5km
- 駐車場あり：11台